# 罗董镇
罗董镇，是中华人民共和国广东省肇庆市封开县下辖的一个乡镇级行政单位。

## 行政区划
罗董镇下辖以下地区：
罗董社区、思念村、五星村、红星村、寨岗村、思寮村、扶塘村、大洞村、欧村和罗演村。

## 中国传统村落
2012年，杨池古村被评为首批“中国传统村落”。